# 159 (število)
159 (stó devetinpétdeset) je naravno število, za katerega velja 159 = 100 + 50 + 9 = 160 - 1.

## V matematiki
- peto Woodallovo število {\displaystyle 159=5\cdot 2^{5}-1}.

## Drugo

### Leta
- 163 pr. n. št.
- 159, 1159, 2159